# Legok Kidul
Legok Kidul is een bestuurslaag in het regentschap Sumedang van de provincie West-Java, Indonesië. Legok Kidul telt 4135 inwoners (volkstelling 2010).